# Evisu
Evisu o Evisu Genes è un'azienda di abbigliamento firmato giapponese specializzata nella produzione di capi in denim attraverso metodi tradizionali. Il marchio è stato fondato nel 1991 ad Osaka, in Giappone, da Hidehiko Yamane.

## Produzione

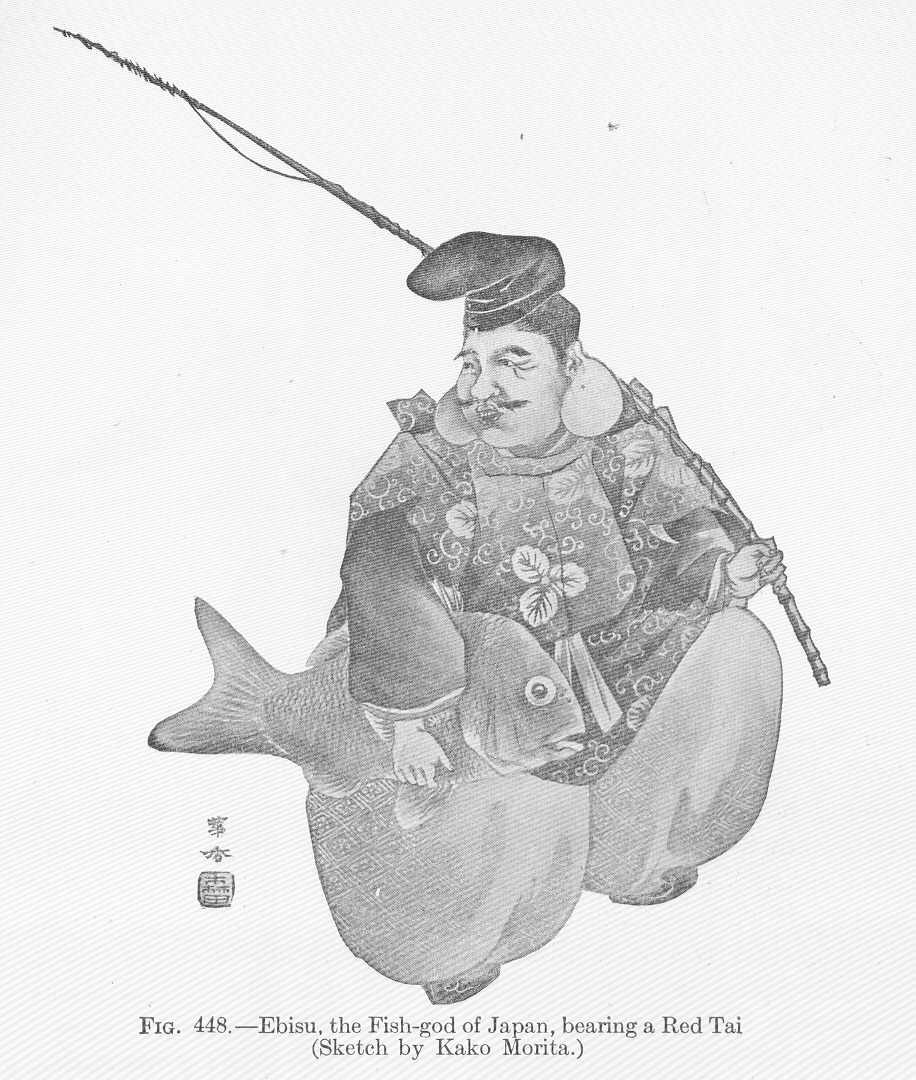
La divinità giapponese Ebisu (恵 比 寿) da cui il marchio prende il nome

La linea di produzione iniziale consentiva di produrre circa 14 paia di jeans al giorno, su ciascuno dei quali un gabbiano (kamome) dipinto a mano dallo stesso Yamane. Ebisu è il nome del dio folkloristico giapponese del denaro che di solito è raffigurato con una canna da pesca, e da lui prende il nome l'azienda.
All'inizio degli anni '90 Yamane ha introdotto una linea di sartoria, seguita da linee di abbigliamento da pesca e da golf. Nel 1999, ha introdotto una linea di moda femminile chiamata "Evisu Donna" per completare l'evoluzione di Evisu da un marchio di jeans ad uno con una gamma completa di abbigliamento. Evisu ha 65 negozi in Giappone.

## Questioni legali
Nel marzo 2006, la società, Yamane stesso e un'altra azienda giapponese sono state denunciate all'ufficio del pubblico ministero del distretto di Tokyo, poiché sospettate di evasione fiscale. Yamane e le due società sono state accusate di aver nascosto più di 500 milioni di yen di reddito e di aver evaso circa 160 milioni di yen di tasse in tre anni.

## Cambiamenti di personale
Nel 2009, Evisu è stato rilanciato e Scott Morrison, il co-fondatore di Paper Denim & Cloth e Earnest Sewn, è stato aggiunto al team di Evisu come CEO e direttore creativo.